# ایران (مستند تلویزیونی)
مستند ایران نام مجموعه مستند تلویزیونی است که تولید آن از سال ۱۳۸۰ در شبکه اول تلویزیون ایران آغاز گردید. این مجموعه مستند به معرفی آثار تاریخی، فرهنگی و ملی همراه با نمایش جاذبه‌های گردشگری و زیبایی‌های بوم زیستی کشور باستانی و پهناور ایران می‌پردازد و در واقع این مجموعه مستند دانش‌نامه‌ای مصور از شکوه و عظمت این کشور و جاذبه‌های دیدنی آن است.

## ساخت
تولید بخش نخست مستند ایران از سال ۱۳۸۰ و با سرمایه‌گذاری شبکهٔ ۱ سیما آغاز شد و تا سال ۱۳۸۴ ادامه یافت. بیان شده‌است که علت به درازا کشیدن فاز ۱، زمان بردن هماهنگی‌های مورد نیاز، با ادارات و ارگان‌های مختلف، برای در اختیار گرفتن وسایل و تجهیزات و نیز مجوز فیلمبرداری و فعالیت بوده‌است. در سری نخست این مجموعه که ۱۴ قسمت داشت، تخت جمشید و شهرهای تهران، کاشان و اصفهان به نمایش درآمدند. پخش این مجموعه در سال ۱۳۸۴ از شبکهٔ اول آغاز شد که با استقبال گستردهٔ علاقه‌مندان مواجه گشت و همین امر، سبب بازپخش‌های چندبارهٔ این مجموعهٔ مستند از جمله در نوروز ۱۳۸۵ و ۱۳۸۶ شد. این مجموعه در شبکه جهانی جام جم نیز به نمایش درآمد.
پژوهش و تحقیق کتابخانه‌ای یکی از پایه‌های اصلی مستند ایران به حساب می‌آید به طوری که به گفته کارگردان، بدون انجام تحقیق دوربین مستند ایران در هیچ نقطه‌ای گام نمی‌گذارد.
فیلم «تخت جمشید» این مجموعه، برنده تندیس «جشنوارهٔ بین‌المللی میراث فرهنگی» در بخش تولیدات تلویزیونی (آثار مستند) در دومین دوره این جشنواره شد. هم چنین فیلم مستند بلند دماوند نیز که به همین شیوه ساخته شده‌است، در بیست و پنجمین جشنواره بین‌المللی فیلم فجر در بخش چشم واقعیت شرکت داشت.

مدتی پس از پایان ساخت فاز ۱ مستند ایران، کارهای مقدماتی لازم برای ساخت ادامهٔ این مجموعه از جمله تحقیق کتابخانه ای، آغاز شد. در اردیبهشت ۱۳۸۶ ادامهٔ تصویربرداری با استفاده از دوربین HD آغاز گشت. با پایان تصویربرداری هوایی شهر شیراز، بخش‌های مربوط به این شهر در نوروز ۱۳۸۷ از شبکهٔ یک سیما پخش شد ولی پخش قسمت‌های دیگر استان‌ها به زمان دیگری موکول گشت.
فاز۲ مستند ایران به شهر مشهد اختصاص داشت. این فاز که حسین طاهری تهیه کنندهٔ آن بود مستقیماً از سوی معاونت سیما تولید شد. تصویر برداری زمینی و هوایی از شهر مشهد در زمستان ۱۳۸۸ صورت گرفت و از این بخش به بعد بود که مستند ایران با دوربینی خاص و به شیوهٔ Full HD تصویربرداری و تدوین شد.
این قسمت‌ها در ۵ قسمت ویژهٔ آرامگاه علی بن موسی‌الرضا، ۱ قسمت معرفی شهر مشهد و ۱ قسمت ویژهٔ آرامگاه فردوسی و بنای هارونیه در نوروز ۱۳۸۹ از شبکهٔ ۱ به نمایش درآمد. در نوروز ۸۹ هم چنین بخش‌های پخش نشدهٔ شهر شیراز در قالب ۵ قسمت به روی آنتن رفت.
قسمت‌های مربوط به قم و نقاط مذهبی و گردشگری این شهر از جمله حرم فاطمه معصومه و مسجد جمکران نیز با پایان تصویر برداری زمینی، در خرداد ۱۳۸۹ و در ۷ قسمت از تلویزیون پخش شد.
تصویربرداری بخش‌های مربوط به استان یزد نیز در شهریور ماه سال 13۸۹ به پایان رسید و این برنامه در نوروز سال ۱۳۹۰ در ۱۴ قسمت از تلویزیون پخش شد. استان کرمان نیز در مهر ماه همان سال در ۱۱ قسمت به نمایش درآمد.
هم‌زمان با پخش بخش‌های کرمان از مستند ایران، تصویربرداری زمینی استان‌های جدید نیز ادامه یافت و به این ترتیب با پایان تدوین این بخش‌ها در بهار ۱۳۹۱، استان اردبیل طی ۴ قسمت در خرداد ۱۳۹۱ و لرستان نیز در ۴ قسمت در تیر ماه به روی آنتن رفت.

### تولید و پخش دوره اول مستند ایران
کار ساخت دوره نخست مستند ایران در سال ۱۳۸۰ به دلایل گوناگون نزدیک به چهار سال طول کشید که در نهایت پس از تدوین و صداگذاری نهایی در ۱۴ قسمت ۳۰ دقیقه‌ای در سال ۱۳۸۴ برای نخستین بار از شبکه ۱ سیما پخش شد این برنامه‌ها به معرفی تخت جمشید و شهرهای تهران، کاشان و اصفهان اختصاص داشت.

### مستند ایران دوره اول
- معرفی بنای باستانی تخت جمشید و معرفی شهرهای تهران، کاشان و اصفهان
- تعداد قسمت‌های مجموعه: ۱۴ قسمت
- مدت زمان هر قسمت: ۳۰ دقیقه
- مدت زمان تولید دوره اول: ۴ سال (۱۳۸۰ تا ۱۳۸۳)
- تهیه‌کننده: حمید مجتهدی بیدآبادی
- کارگردان و تصویربردار: حمید مجتهدی بیدآبادی
- نویسنده: فرهاد توحیدی
- موسیقی: صادق چراغی، علی درخشان
- راوی: بهرام زند
- پخش کننده اصلی: شبکه اول سیما
- سایر پخش کننده‌ها: شبکه مستند، شبکه جهانی جام جم، شبکه‌های ۱، ۲، ۳ و ۴ سیما

## ادامهٔ مجموعه
به گفتهٔ کارگردان این مجموعه، این مستند به نقاط دیگر ایران نیز خواهد پرداخت و می‌توان آن را مجله‌ای برای معرفی ایران دانست. بر همین اساس ساخت ادامهٔ این مجموعه هم پیش‌بینی شده‌است. در ادامهٔ این مجموعه، استان‌های حاشیهٔ خلیج فارس، قزوین، همدان، کرمانشاه، کردستان، آذربایجان غربی، آذربایجان شرقی و استان‌های سه‌گانهٔ خراسان نیز بررسی می‌شوند.

## موسیقی
در فاز ۱ ساخت موسیقی این مجموعه را علی درخشان (حیدرنیا) بر عهده داشت. پس از فاز ۱ و برای ساخت دیگر قسمت‌ها، ساخت موسیقی توسط صادق چراغی سرپرست گروه موسیقی ایل صورت می‌گیرد.
آواز نیز دیگر مشخصه‌ای است که در ادامهٔ ساخت مستند ایران به آن توجه شده‌است. آواز قرار گرفته بر روی موسیقی توسط علیرضا قربانی ویژهٔ شهر شیراز و قم و محمد معتمدی ویژهٔ مشهد خوانده شده‌است.
برای ساخت موسیقی این مجموعه تنها از سازهای ایرانی استفاده می‌شود و با توجه به شهر معرفی شده در هر قسمت، موسیقی محلی همان ناحیه در ساخت موسیقی به کار برده می‌شود.

### شرکت در جشنواره بین‌المللی میراث فرهنگی (تهران اردیبهشت ۱۳۸۶)
از بین قسمت‌های دوره اول مستند ایران، مستند تخت جمشید در دومین جشنواره بین‌المللی رسانه‌ای میراث فرهنگی که در اردیبهشت ۱۳۸۶ برگزار گردید، موفق به دریافت تندیس این جشنواره در بخش تولیدات تلویزیونی (آثار مستند) شد.

### تولید و پخش دوره دوم مستند ایران با تهیه‌کننده جدید
ساخت و تولید مجموعه مستند ایران، در دوره دوم از اواخر سال ۱۳۸۸ به تهیه‌کنندگی حسین طاهری کلید خورد.
در این بخش پس از انجام تحقیقات و بازبینی و انتخاب محل‌ها، با تصویربرداری زمینی و هوایی از شهر مشهد به عنوان اولین مستند این مرحله آغاز شد.
تصویربرداری زمینی و هوایی از شهر مشهد و بناهای تاریخی آن در زمستان ۱۳۸۸ به پایان رسید و پس از انجام مراحل فنی و تدوین و صداگذاری نهایی، این مستند در ۷ قسمت ۳۰ دقیقه‌ای شامل ۵ قسمت ویژه معرفی آرامگاه علی‌ابن موسی‌الرضا امام هشتم شیعیان در مرکز مشهد، ۱ قسمت در معرفی کلی شهر مشهد و ۱ قسمت در معرفی آرامگاه فردوسی شاعر بزرگ و حماسه سرای نامدار ایران و خالق اثر جهانی شاهنامه و بقعه و گنبد هارونیه واقع در حومه مشهد در نوروز ۱۳۸۹ از شبکه اول سیما پخش شد.
در ادامه کار تولید بخش اول از دوره دوم این مجموعه، مستند شهر مذهبی قم در ۷ قسمت در خرداد ۱۳۸۹، مستند یزد در ۱۴ قسمت در نوروز ۱۳۹۰ و مستند کرمان در ۱۱ قسمت در مهرماه همان سال از شبکه ۱ به نمایش درآمد. هم‌زمان با پخش مستند کرمان، تصویربرداری از چند استان دیگر ادامه یافت و بدین ترتیب با اتمام تدوین این مرحله از تولید در سال ۱۳۹۱، مستند استان اردبیل در ۴ قسمت، استان فارس در ۸ قسمت و استان لرستان در ۴ قسمت در سال ۱۳۹۳ به روی آنتن شبکه اول تلویزیون ایران رفت.
این مجموعه مستندها علاوه بر شبکه ۱ سیما در سایر شبکه‌های دیگر سیما نیز به کرات پخش گردید.

#### دور دوم مستند ایران
شامل معرفی شهر مشهد و بناهای تاریخی آن، شهر مذهبی قم، استان یزد، استان کرمان، استان اردبیل، استان لرستان و استان فارس (به غیر از بنای باستانی تخت جمشید)
- تعداد قسمت‌ها: ۵۵ قسمت
- مدت هر قسمت: ۳۰ دقیقه
- مدت زمان تولید: ۳ سال (۱۳۸۸ تا ۱۳۹۱)
- تهیه‌کننده: حسین طاهری
- کارگردان و تصویربردار: حمید مجتهدی بیدآبادی
- تکنیک تصویربرداری: HD
- نویسندگان: فرهاد توحیدی (مستند مشهد)، رضا دبیری‌نژاد (مستند لرستان و فارس)، همایون بهرامی و هلن بهرامی (مستند کرمان)، فرزانه کاظمی (اردبیل)، سپیده سعیدی (مستند یزد)، حسین تفنگدار و بهتاش صناعی‌ها (مستند قم)
- آهنگساز: صادق چراغی
- شعر تیتراژ پایانی: شاهنامه حکیم ابوالقاسم فردوسی
- خواننده: علیرضا قربانی
- گوینده متن: بهروز رضوی، بهرام زند
- مستند مشهد: ۷ قسمت ۳۰ دقیقه‌ای (پخش شده در نوروز ۱۳۸۹)
- مستند قم: ۷ قسمت ۳۰ دقیقه ای (پخش شده در بهار ۱۳۸۹)
- مستند یزد: ۱۴ قسمت ۳۰ دقیقه‌ای (پخش شده در نوروز ۱۳۹۰)
- مستند کرمان: ۱۱ قسمت ۳۰ دقیقه‌ای (پخش شده در پاییز ۱۳۹۰)
- مستند اردبیل: ۴ قسمت ۳۰ دقیقه‌ای (پخش شده در سال ۱۳۹۳)
- مستند فارس: ۸ قسمت ۳۰ دقیقه‌ای (پخش شده در سال ۱۳۹۳)
- مستند لرستان: ۴ قسمت ۳۰ دقیقه‌ای (پخش شده در سال ۱۳۹۳)
- پخش کننده اصلی: شبکه ۱ سیما

### ورود کارگردان و فیلمبردار جدید و جوان
پس از وقفه دو ساله به ضرورت تغییر تیم کارگردانی و تصویربرداری، در سال ۱۳۹۴ حسین طاهری تهیه‌کننده، بخش دوم تولید مستند ایران از دوره جدید را با کارگردانی و مدیریت تصویربرداری ایرج عاشوری شروع کرد. حاصل این همکاری در این مرحله، تولید مستند در استان‌های قزوین، زنجان، همدان و سیستان و بلوچستان بود. با اتمام کار تصویربرداری و صداگذاری و تدوین نهایی در سال ۱۳۹۴، مستند استان قزوین در ۱۲ قسمت، استان زنجان در ۸ قسمت و استان همدان در ۱۲ قسمت در نوروز ۱۳۹۵ پخش شد و پس از نوروز به صورت هفتگی به نمایش درآمد.
در زمستان ۱۴۰۱ پس از رفع برخی نواقص کار و فیلمبرداری مجدد به همراه فیلمبرداری با هلیکوپتر، مستند سیستان و بلوچستان در۲۰ قسمت آماده گردید.

#### مستند ایران در دوره کارگردانی ایرج عاشوری
- شامل استان‌های قزوین، زنجان، همدان و سیستان و بلوچستان
- تعداد قسمت‌های مجموعه: ۵۲ قسمت
- مدت زمان هر قسمت: ۳۰ دقیقه
- مدت زمان تولید: یک سال (۱۳۹۴)
- تهیه‌کننده: حسین طاهری
- کارگردان و تصویربردار: ایرج عاشوری
- تکنیک تصویربرداری: FULL HD , 4K
- نویسندگان: محمدرضا محمدی‌نیکو (مستند همدان)، فرشاد عسکری‌کیا (مستند سیستان و بلوچستان)، محمد ابراهیمیان (مستند زنجان)، رضا پیری‌نژاد و بهرنگ ذوالفقاری و محمد رحمانی و سپیده سعیدی (مستند قزوین)
- گوینده متن: بهروز رضوی
- آهنگساز: افشین عزیزی
- خواننده: محمد معتمدی
- شعر تیتراژ پایانی:  افشین یدالهی
- مستند قزوین: ۱۲ قسمت ۳۰ دقیقه‌ای (پخش شده در بهار ۱۳۹۵)
- مستند زنجان: ۸ قسمت ۳۰ دقیقه‌ای (پخش شده در بهار ۱۳۹۵)
- مستند همدان: ۱۲ قسمت ۳۰ دقیقه‌ای (پخش شده در تابستان ۱۳۹۵)
- مستند سیستان و بلوچستان: ۲۰ قسمت ۳۰ دقیقه‌ای
- پخش کننده اصلی: شبکه ۱ تلویزیون (۱۳۹۵)
- سایر پخش کننده‌ها: شبکه مستند، شبکه جهانی جام جم، شبکه‌های ۱، ۲، ۳ و ۴ سیما

## ویژگی‌های خاص این دوره
استفاده از تجهیزات جدید تصویربرداری به طریق Full HD و در مستند سیستان و بلوچستان به صورت 4K موجب ارتقاء کیفی دوره دوم مستند ایران از نظر وضوح و شفافیت تصویر در مقایسه با مستندهای دوره اول شد. علاوه بر این در ساخت دوره دوم فیلم مستند که به تهیه‌کنندگی حسین طاهری از سال ۱۳۸۸ شروع شده، به ویژه در بخش دوم آن از سال ۱۳۹۴، به موضوعات مرتبط با مردم شناختی، جزئیات زیبائی شناختی معماری، پدیده‌های طبیعی و تنوع اقلیمی، صنایع دستی و موسیقی نواحی ایران توجه بیشتری شده که این نکات موجب برجستگی و امتیاز دوره دوم مستند ایران در مقایسه با دوره قبلی آن شده‌است؛ مثلاً در ساخت موسیقی متن مجموعه دوره دوم به خصوص در آخرین سری آن که در نوروز ۱۳۹۵ به نمایش درآمد، از نغمه‌ها و مقامات موسیقی محلی استفاده شده که با ترکیب و تنظیم‌هایی بدیع، گوشنواز و نوستالژیک از ساخته‌های افشین عزیزی آهنگساز بخش دو از دوره دوم این مجموعه همراه با بهره‌گیری از توانمندی آواز محمد معتمدی، حال و هوایی خاص به این مجموعه بخشیده‌است. در واقع هر کدام از این نغمه‌ها بیانگر هویت بومی و محلی شهرها و استان‌های مختلف ایران هستند.
شعر ترانه تیتراژ پایانی این بخش هم از آخرین سروده‌های شاعر و ترانه‌سرای معاصر،  افشین یداللهی، با مضمونی سرشار از عشق به ایران است که با آهنگسازی افشین عزیزی و خوانندگی محمد معتمدی ساخته شده‌است.
در یک جمع‌بندی کلی مجموعه مستند ایران به ویژه آثار پدید آمده در دهه ۹۰ به بعد، به دلیل توجه ویژه به پژوهش گسترده کتابخانه‌ای و به موازات آن انجام تحقیقات میدانی و بهره‌گیری از موسیقی محلی و نیز به‌کارگیری عوامل کاملاً حرفه‌ای و شناخته شده و استفاده از تجهیزات فنی روزآمد، توانسته به عنوان مجموعه‌ای فاخر در میان تولیدات تلویزیون قرار گیرد.
حسین طاهری تهیه‌کننده مجموعه از شروع مقدمات کار تحقیق دربارهٔ ادامه ساخت مستند ایران در استان‌های حاشیه خلیج فارس، کرمانشاه، کردستان، آذربایجان شرقی، آذربایجان غربی و استان‌های سه‌گانه خراسان خبر داده که تولید آن در سال ۱۴۰۲ با حمایت صدا و سیما استمرار خواهد یافت.